# NGC 5724

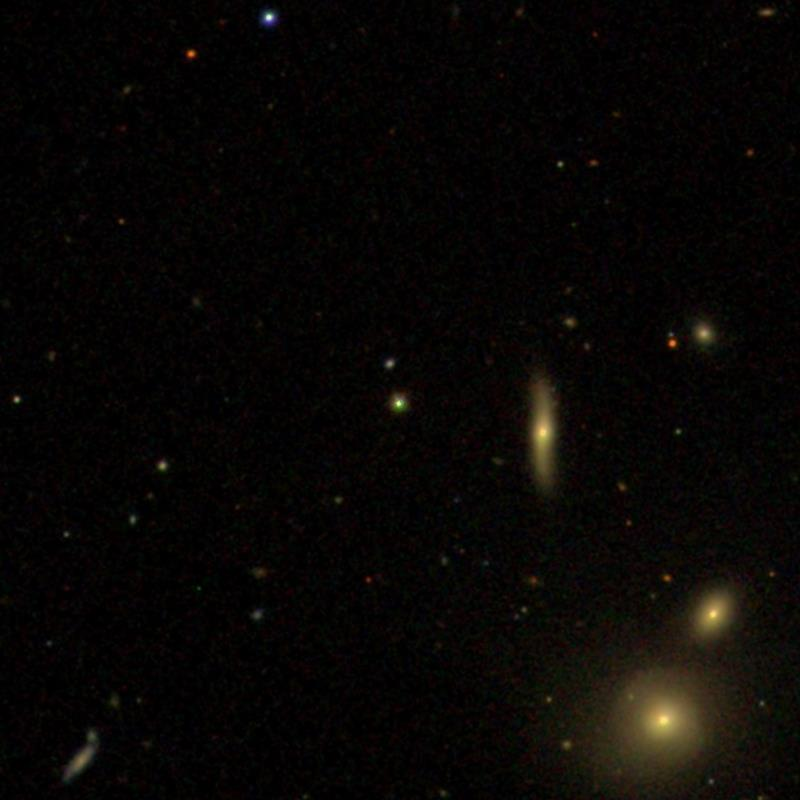
SDSS-Aufnahme des Sterns (im Zentrum)

NGC 5724 ist ein einzelner Stern im Sternbild Bärenhüter (Rektaszension: 14:39:02.1; Deklination: +46:41:32). Er wurde am 16. April 1855 vom irischen Astronomen R. J. Mitchell, einem Assistenten von William Parsons, bei einer Beobachtung irrtümlich für eine Galaxie gehalten und erlangte so einen Eintrag in den Katalog.